# Rhinobombyx
Rhinobombyx är ett släkte av fjärilar. Rhinobombyx ingår i familjen ädelspinnare.
Kladogram enligt Catalogue of Life:
| Rhinobombyx | \| \| Rhinobombyx cuneata \| \| \| \| \| \| Rhinobombyx ziczac \| \| \| \| |
|             | \| \| Rhinobombyx cuneata \| \| \| \| \| \| Rhinobombyx ziczac \| \| \| \| |
|             | Rhinobombyx cuneata                                                        |
|             |                                                                            |
|             | Rhinobombyx ziczac                                                         |
|             |                                                                            |